# Chủ nghĩa thế giới
Chủ nghĩa thế giới là hệ tư tưởng rằng tất cả các nhóm dân tộc loài người thuộc về một cộng đồng duy nhất dựa trên một nền luân lý được chia sẻ. Một người luôn tôn trọng các ý tưởng của chủ nghĩa thế giới trong bất kỳ hình thức nào được gọi là có tính quốc tế hay công dân thế giới.
Tên gọi của chủ nghĩa thế giới trong tiếng Anh (cosmopolitanism) bắt nguồn từ hai từ tiếng Hy Lạp là "κόσμοσ" (chuyển tả Latin: kósmos̱), ý chỉ vũ trụ và thế giới, và "πολίτησ" (chuyển tả Latin: políti̱s̱), ý chỉ thành thị và thành bang, hai từ này ghép lại ý là thành thị thế giới hoặc thành bang thế giới.